# Municipio de Union (condado de Pottawatomie)
El municipio de Union (en inglés: Union Township) es un municipio ubicado en el condado de Pottawatomie en el estado estadounidense de Kansas. En el año 2010 tenía una población de 224 habitantes y una densidad poblacional de 2,39 personas por km².

## Geografía
El municipio de Union se encuentra ubicado en las coordenadas 39°20′32″N 96°19′37″O / 39.34222, -96.32694. Según la Oficina del Censo de los Estados Unidos, el municipio tiene una superficie total de 93.54 km², de la cual 93,23 km² corresponden a tierra firme y (0,33 %) 0,31 km² es agua.

## Demografía
Según el censo de 2010, había 224 personas residiendo en el municipio de Union. La densidad de población era de 2,39 hab./km². De los 224 habitantes, el municipio de Union estaba compuesto por el 96,43 % blancos, el 0,45 % eran afroamericanos, el 0,45 % eran isleños del Pacífico, el 0,89 % eran de otras razas y el 1,79 % eran de una mezcla de razas. Del total de la población el 1,34 % eran hispanos o latinos de cualquier raza.